# Francesco Frosini
Francesco Frosini (Pistoia, 22 marzo 1654 – Pisa, 20 novembre 1733) è stato un arcivescovo cattolico italiano.

## Biografia
Fu consacrato vescovo di Pistoia e Prato nel 1700. L'anno successivo fu elevato al rango di arcivescovo di Pisa, città in cui fece il suo ingresso solenne il 2 ottobre 1702 e in cui rimase fino alla morte, avvenuta nel 1733. La sua tomba è collocata nel Duomo di Pisa, alla destra dell'entrata del muro occidentale, a fianco di quella dell'arcivescovo Matteo Rinuccini.
Nel 1708 fece erigere nel cortile del Palazzo Arcivescovile una fontana sormontata da una statua di Mosè, scolpita dal carrarino Andrea Vaccà e tuttora esistente. Nel 1712 commissionò un Reliquiario della Croce in argento e rame dorato per contenere una reliquia donata da San Bernardo, oggi conservato nella sezione Argenterie del Museo dell'Opera del Duomo di Pisa. Dal 1725 al 1729 fu governatore della Venerabile arciconfraternita della Misericordia di Pisa.
L'arcivescovo Frosini è ricordato anche per la sua vasta biblioteca personale, contenente preziose opere giuridiche, pastorali, ascetiche e teologiche, e in seguito confluita nella biblioteca del Seminario diocesano.

## Genealogia episcopale
La genealogia episcopale è:
- Cardinale Scipione Rebiba
- Cardinale Giulio Antonio Santori
- Cardinale Girolamo Bernerio, O.P.
- Arcivescovo Galeazzo Sanvitale
- Cardinale Ludovico Ludovisi
- Cardinale Luigi Caetani
- Cardinale Ulderico Carpegna
- Cardinale Paluzzo Paluzzi Altieri degli Albertoni
- Cardinale Gaspare Carpegna
- Cardinale Bandino Panciatichi
- Arcivescovo Francesco Frosini

## Opere
- Il conte di Bacheville oratorio posto in musica dal signore Gio: Battista Bassani..., Pistoia, Stefano Gatti, 1696.
- Sommario della bolla del Giubileo vniuersale che concede la Santità di Nostro Signore Papa Clemente 11º..., Pistoia, Stefano Gatti, 1701.
- Indictio visitationis..., Pistoia, Stefano Gatti, 1701.
- Synodus dioecesana..., Pisa, Francesco Bindi, 1708.
- San Ranieri esposto alla pubblica divozione da un suo Divoto, Lucca, Domenico Ciuffetti, 1717.
- Secunda synodus dioecesana..., Pisa, Francesco Bindi, 1721.
- Tertia synodus dioecesana..., Pisa, Francesco Bindi, 1728.
- Vita di monsignore Gherardo Gherardi patrizio fiorentino vescovo di Pistoja e di Prato scritta da un canonico della cattedrale di Pistoja..., Firenze, Bernardo Paperini, 1736.